# IIFA Award/Beste Story
Die Gewinner des IIFA Best Story Award waren:
| Jahr | Gewinner                             | Film                              | Deutscher Titel                          |
| ---- | ------------------------------------ | --------------------------------- | ---------------------------------------- |
| 2000 | Sanjay Leela Bhansali, Pratap Karvat | Hum Dil De Chuke Sanam            | Ich gab Dir mein Herz, Geliebter         |
| 2001 | Aditya Chopra                        | Mohabbatein                       | Denn meine Liebe ist unsterblich         |
| 2002 | Ashutosh Gowariker                   | Lagaan: Once Upon a Time in India | Lagaan – Es war einmal in Indien         |
| 2003 | Jaideep Sahni                        | Company                           | Company – Das Gesetz der Macht           |
| 2004 | Karan Johar                          | Kal Ho Naa Ho                     | Lebe und denke nicht an morgen           |
| 2005 | Aditya Chopra                        | Veer-Zaara                        | Veer und Zaara – Die Legende einer Liebe |
| 2006 | Nagesh Kukunoor                      | Iqbal                             | —                                        |
| 2007 | Rajkumar Hirani                      | Lage Raho Munna Bhai              | Lage Raho Munna Bhai                     |